# 赵剑华
赵剑华（1965年4月21日—），江苏南通人，中华人民共和国前羽毛球男运动员。他是1985年和1990年全英羽毛球公开锦标赛男单冠军、1986年漢城亞運會和1990年北京亞運會男单冠军以及1991年世界羽毛球錦標賽男单冠军。現任中国羽毛球协会副主席及广西羽毛球队总教练。

## 技術特點
赵剑华以完美的动作一致性，精确的落点控制和杀伤力极强的中后场杀球驰名羽坛，打法极具观赏性。被很多人认为是百年不遇的天才球手。

## 經歷
赵剑华12岁就进业余体校，专修羽毛球。1978年进入江苏省羽毛球队，16岁获得江苏城市羽毛球比赛男子单打冠军。
1983年入选中国羽毛球队，代表中国參加亞洲羽毛球錦標賽，取得男團冠軍。同年，他和孫志安搭檔，在第五屆全國運動會代表江蘇奪冠男雙冠軍。
在1984年底的苏格兰羽毛球公开赛中，他一鸣惊人，先后击败世界名将莫滕·弗罗斯特、尼尔霍夫等，夺取男单冠军。时隔两个月，在1985年1月日本羽毛球公开赛上，他连克弗罗斯特、韩健，又夺得男单冠军。同年3月，在全英羽毛球公开锦标赛半决赛中，他以2比0淘汰了印尼名将林水镜，在决赛与弗罗斯特争夺金牌时，又以2比1再次获胜。赵剑华在不到三个月的时间里，连续击败四名世界羽坛顶尖好手，震动了国际羽坛，被誉为世界羽坛的第二代「四大天王」（另外三人為楊陽、弗罗斯特、蘇吉亞托）， 同年他在亞洲羽毛球錦標賽奪得男單冠軍和衛冕男團冠軍。
然而，正当他继续向世界羽坛高峰攀登时，急性胸膜炎发作，使他整整耽误了一年。
1986年，他病愈复出后，体力有所下降，技术却不减当年，连续获得1986年马来西亚羽毛球公开赛和第十届亚运会男單冠軍， 1987年中国羽毛球公开赛、泰國羽毛球公開賽、羽毛球世界杯男單冠軍和亞洲羽毛球錦標賽男團冠軍，1988年中国羽毛球公开赛男单冠军和汤姆斯杯团体冠军，1989年亞洲羽毛球錦標賽男團冠軍，1990年姆斯杯團體冠軍、第十一屆亞運會男單和男團冠軍及全英赛男單冠军，1991年世界羽毛球锦标赛和世界羽毛球总决赛单打冠军, 以及1992年新加坡羽毛球公開賽冠軍。
虽然他在1985年就夺得全英賽冠军而一举成名，但两次大病把他夺得世锦赛冠军的时间推迟了六年。直至1990年全英賽男單决賽戰勝佐戈·蘇普里昂托、同年亚运会男单决赛战胜杨阳夺冠，以及1991年世界羽毛球錦標賽男單决賽擊敗印尼新星魏仁芳後，终于成为当时无可争议的羽坛第一人，但这时他已经26岁，开始从巅峰期向下滑落了。
1992年巴塞隆拿奧運會首次引入羽毛球作為正式比賽， 趙劍華在男單八強不敵印尼名將蔡祥林出局。
趙在1993年第七屆全國運動會代表江蘇奪冠男單冠軍後，便宣佈退役。

### 退役生活
第二代「四大天王」中，赵剑华最后一个退役，被称作末代天王，他也是最能代表那时羽毛球技术水平的人。
赵剑华于1994年1月进入新加坡管理学院，同时任一所中学羽毛球教练及新加坡国家队顾问。1997年5月他从新加坡管理学院毕业，同年同张军配对男子双打代表江苏队参加中国第八届全运会，夺得男子团体冠军。
在新加坡定居期間，他与朋友合资开了一家賣海南鸡饭的餐厅。
2004年，赵剑华返回中国，並与妻子吴文静、儿子赵俊颉和女儿赵璟榕定居廣西南宁，期间与吴文凯合办羽毛球学校和俱乐部。
2010年，赵剑华獲聘为广西羽毛球队总教练兼男队主教练。
在2019年1月28日，中国羽毛球协会举行的第六届全国代表大会上，赵剑华当选中国羽协副主席。

## 榮譽
赵剑华1985年获运动健将和国际级运动健将称号，并曾两次获国家体委颁发的体育运动荣誉奖章。

### 國際賽冠軍
- 世界羽毛球錦標賽（男單）：1991
- 羽毛球世界杯（男單）：1987
- 湯姆斯盃：1988、1990
- 亞運會（男團）：1990年北京
- 亞運會（男單）：1986年漢城、1990年北京
- 亞洲羽毛球錦標賽（男單）：1985
- 亞洲羽毛球錦標賽（男團）：1983、1985、1987、1989
- 世界羽毛球大獎賽總决賽（男單）：1991
- 全英羽毛球公開錦標賽（男單）：1985、1990
- 中國羽毛球公開賽（男單）：1987、1988
- 馬來西亞羽毛球公開賽（男單）：1986
- 新加坡羽毛球公開賽（男單）：1992
- 泰國羽毛球公開賽（男單）：1987
- 日本羽毛球公開賽（男單）：1985
- 蘇格蘭羽毛球公開賽（男單）：1984

### 國內賽冠軍
- 中國全運會（男雙）： 1983第五屆（代表江蘇，搭擋：孫志安）
- 中國全運會（男單）： 1993第七屆（代表江蘇）
- 中國全運會（男團）： 1997第八屆（代表江蘇）